# Бутафория
Бутафория (на италиански: buttafuoria – фалшификат) са специално изготвяни предмети (скулптура, мебел, посуда, украшения, оръжие и др.), употребявани в театрални представления вместо истински вещи. Широко е използвана в италианската комедия дел арте.
Бутафорните предмети се отличават с тяхната ниска стойност, здравина и подчертана изразителност на формата (при изготвянето им обикновено се отказват от възпроизвеждане на детайлите, невидими за зрителя).
Втората световна война дава нов тласък на развитието на бутафорията. Изготвяни са бутафорни танкове, артилерийски оръдия, складове с цел заблуда на противника, съсредоточавайки неговото внимание на бутафорните, а не на реалните сили.
Днес бутафория се използва не само в спектаклите и във военното дело, но и като евтино и ефектно празнично оформление, както и за рекламни цели.